# Pentlandita
La pentlandita és un mineral de la classe dels sulfurs. Rep el seu nom del naturalista irlandès J. B. Pentland (1797-1873), qui va descobrir-la a Ontario, Canadà. Pertany i dona nom al grup de la pentlandita.

## Característiques
La pentlandita és un sulfur simple anhidre de ferro i níquel i la proporció d'aquests elements és de 32% i 31%, respectivament, com tots els altres minerals del grup pentlandita. Forma una sèrie de solució sòlida amb la cobaltopentlandita, en la qual la substitució gradual del níquel i ferro per cobalt va donant els diferents minerals de la sèrie. És un mineral químicament molt semblant a la godlevskita i l'horomanita. A més dels elements de la seva fórmula, (NixFey)Σ9S₈, sol portar com impureses: cobalt, plata i coure. S'utilitza com a mena de ferro i níquel, sent la mena més important d'aquest últim metall a nivell mundial.
Segons la classificació de Nickel-Strunz, la pentlandita pertany a «02.B - Sulfurs metàl·lics, M:S > 1:1 (principalment 2:1), amb Ni» juntament amb els següents minerals: horomanita, samaniïta, heazlewoodita, oregonita, vozhminita, arsenohauchecornita, bismutohauchecornita, hauchecornita, telurohauchecornita, tučekita, argentopentlandita, cobaltopentlandita, geffroyita, godlevskita, kharaelakhita, manganoshadlunita, shadlunita i sugakiïta.

## Formació i jaciments
Apareix en roques ígnies màfiques i ultramàfiques. Molt freqüentment se'n troba formant intercreixements dels seus cristalls amb els de pirrotina, de la qual se la distingeix fàcilment pel seu clar sistema cúbic i per no ser magnètica. També se n'ha trobat en jaciments de xenòlits d'húmers submarins, i poques vegades se n'ha trobat en meteorits. Sol trobar-se associada a altres minerals com: pirrotina, troilita, calcopirita, cubanita, mackinawita o magnetita.

## Varietats
La pentlandita argentífera és l'única varietat coneguda d'aquest mineral, i com el seu nom indica conté plata.